# Присойница
Присойница (на македонска литературна норма: Присојница; на албански: Prisojnica) е село в Северна Македония, в Община Маврово и Ростуше.

## География
Селото е разположено в областта Долна река в източните склонове на Дешат над река Радика.

## История
В XIX век Присойница е торбешко село в Реканска каза на Османската империя. В „Етнография на вилаетите Адрианопол, Монастир и Салоника“, издадена в Константинопол в 1878 година и отразяваща статистиката на населението от 1873 година, Присомница (Prissomnitza) е посочено като село със 100 домакинства, като жителите му са 232 помаци.
Според статистиката на Васил Кънчов („Македония. Етнография и статистика“) в 1900 Присойница има 400 жители българи мохамедани.
На Етнографската карта на Битолския вилает на Картографския институт в София от 1901 година Присойница е чисто помашко (българомохамеданско) село в Реканската каза на Дебърския санджак с 64 къщи.
Според преброяването от 2002 година селото има 315 жители. По-голямата част от „бошняците“, „турците“ и „албанците“ всъщност са торбеши.
| Националност     | Всичко |
| северномакедонци | 232    |
| албанци          | 2      |
| турци            | 66     |
| роми             | 0      |
| власи            | 0      |
| сърби            | 0      |
| бошняци          | 6      |
| други            | 9      |